# I mostri
I mostri (wörtlich „Die Monster“) ist ein 1963 entstandener Episodenfilm von Dino Risi, der die italienische Gesellschaft satirisch aufs Korn nimmt. Er gehört dem Genre der Commedia all’italiana an.

## Gesellschaftssatire
Eine erste Drehbuchfassung war zunächst, unter der Regie von Elio Petri, für den Schauspieler Alberto Sordi gedacht und sollte in einem Spielfilm sein bekanntes Figurenspektrum vereinen. Nachdem Sordi abgelehnt hatte, nahmen sich die Drehbuchautoren Age & Scapelli und Ettore Scola des Stoffs an und schrieben die Geschichten und Dialoge um. Als neuer Regisseur kam Dino Risi hinzu.
Risi verfolgte die Themen weiter, die er ein Jahr zuvor in Verliebt in scharfe Kurven aufgegriffen hatte. Er entwarf eine Gesellschaftssatire, welche die Urbanisierung Italiens und seinen Wandel zur Konsumgesellschaft nachzeichnet, die ein unter anderem ein einfaches, bequemes Einkaufen in Selbstbedienungsläden ermöglicht. Je nach Episode handelt es sich beim Ergebnis um Szenen, Skizzen, Anekdoten, manchmal um einen einzigen Gag. Letztlich wollte Risi mehr als die Summe der einzelnen Teile erreichen. Er beabsichtigte mit der Gattung des Episodenfilms eine Gesellschaftskritik jenseits der konventionellen Erzählform. Die Ansammlung roher, herzloser Protagonisten sollte das Bild des typischen zeitgenössischen Italieners ergeben. Das Monströse dieser verantwortungslosen, bösartigen Figuren lag in ihrer Ähnlichkeit mit der Norm und dem Alltagsleben.
Es sind Männer und Frauen, die der Monogamie ausweichen, Junggesellen, die mit viel Geschick alles daran setzen, der „Falle“ der Heirat zu entgehen. Dabei wird das Auto zum entscheidenden Mittel zu Fluchten aus dem gemeinsamen Haushalt und aus gesellschaftlichen Zwängen. Für die Protagonisten heißt es bisogna farsi furbi, man muss gerissen sein. Diesen Grundsatz treibt die erste Episode auf die Spitze. Darin lehrt Ugo Tognazzi seinen kleinen Sohn, dargestellt von seinem tatsächlichen Sohn Ricky, niemandem zu trauen, gerissen zu sein und die Gesetze ruhig zu übertreten.
Unter den einheimischen Produktionen war I mostri 1963 auf dem Heimmarkt der Film mit den sechstgrößten Einnahmen, die 377 Millionen Lire betrugen. In der Bundesrepublik kam er nicht in die Kinos. 1977 folgte der Episodenfilm I nuovi mostri, mit 14 Episoden, bei denen Dino Risi, Ettore Scola und Mario Monicelli Regie führten. Im Unterschied zu den Mostri von 1963 verschob sich der satirische Fokus vom Individuum auf die Gesellschaft als Ganze.

## Die Episoden
I mostri besteht aus zwanzig Episoden unterschiedlicher Länge. Bei allen führt Dino Risi Regie. Ugo Tognazzi (U.T.) und Vittorio Gassman (V.G.) übernehmen verschiedenste Rollen, im Beitrag La musa spielt Gassman sogar eine Frau. Die Episoden sind jeweils durch eine Texttafel voneinander abgetrennt, auf welcher der Titel des folgenden Beitrags steht.
Die Tabelle enthält neben den italienischen Originaltiteln eine ungefähr wörtliche deutsche Übersetzung.
| Nr. | Titel                                                       | Sujet                                | Darsteller | Länge  |
| --- | ----------------------------------------------------------- | ------------------------------------ | ---------- | ------ |
| 1   | L'educazione sentimentale Herzensbildung                    | Vater lehrt Sohn Gerissenheit        | U.T.       | mittel |
| 2   | Il mostro Das Monter                                        | Foto nach Verhaftung                 | U.T., V.G. | kurz   |
| 3   | La raccomandazione Die Empfehlung                           | Schauspieler-Vermittlung im Theater  | V.G.       | lang   |
| 4   | Come un padre Wie ein Vater                                 | Ratsuchender eifersüchtiger Ehemann  | U.T.       | mittel |
| 5   | Presa dalla vita Aus dem Leben gegriffen                    | Entführung einer Oma                 | V.G.       | kurz   |
| 6   | Il povero soldato Der arme Soldat                           | Soldat betrauert ermordete Schwester | U.T.       | lang   |
| 7   | Testimonio volontario Der freiwillige Zeuge                 | Auftritt Zeuge in Mordprozess        | U.T., V.G. | lang   |
| 8   | I due orfanelli Zwei Waisen                                 | Blinde und lahme Bettler             | V.G.       | mittel |
| 9   | L'agguato Der Hinterhalt                                    | Polizist verteilt Parkbussen         | U.T.       | kurz   |
| 10  | Che vitaccia! Was für ein Hundeleben!                       | Familie in Armut                     | V.G.       | mittel |
| 11  | La giornata dell' onorevole Der Tag des Abgeordneten        | Parlamentarier und Korruption        | U.T.       | lang   |
| 12  | Latin lovers Südliche Liebhaber                             | Freizeit am Strand                   | U.T., V.G. | kurz   |
| 13  | Il sacrificato Der Opferbereite                             | Ende einer Beziehung                 | V.G.       | lang   |
| 14  | Vernissage Ausstellung                                      | Kauf eines Fiat 600                  | U.T.       | mittel |
| 15  | La musa Die Muse                                            | Jury eines Literaturwettbewerbs      | V.G.       | mittel |
| 16  | Scenda l'oblio Alles versinkt in Vergessenheit              | Paar schaut Kriegsfilm               | U.T.       | kurz   |
| 17  | La strada è di tutti Die Straße gehört allen                | Fußgänger überquert Straße           |            | kurz   |
| 18  | La nobile arte Die vornehme Kunst                           | Vermittler im Boxsport               | U.T., V.G. | lang   |
| 19  | Il testamento di Francesco Das Testament des Hl. Franziskus | Schminke vor Auftritt                | V.G.       | kurz   |
| 20  | L'oppio dei popoli Das Opium des Volkes                     | Ehemann schaut fern                  | U.T.       | lang   |

In der Episode Scenda l'oblio sieht sich ein Paar im Kino einen Kriegsfilm an. Auf der Leinwand spielt sich eine Szene ab, in der ein Trupp der Wehrmacht eine Familie an einer Mauer niederschießt. Der Mann fragt die Frau, ob man eine ähnliche Mauer wie diese nicht auch für ihr neues Haus bauen könnte. Diese Episode spielt auf den begrenzten Einfluss neorealistischer Filme auf das Massenpublikum an, dessen Verlangen nach Konsumgütern grenzenlos war. In der 19. und 20. Episode schilderte und, nach Meinung Fournier Lanzonis (2008), verstärkte I mostri den Mythos und die Bedeutung, die das Fernsehen im Leben der Italiener hatte. Der Teil L'oppio dei popoli zeuge vom Vordringen des Fernsehens in die Familien und ihrer Zerstörung.
La giornata dell'onorevole war für Fournier Lanzoni „vielleicht das Meisterstück“ unter den Episoden, weil sie dem gesamten Film eine moralische Dimension gebe, ohne je eine moralistische Schlussfolgerung aufzudrängen. Der vorgestellte Abgeordnete, der alles daran setze, um nicht über einen Korruptionsskandal benachrichtigt zu werden, den er dann unterbinden müsste, sei eine Karikatur der Democrazia Cristiana und ihres bekannten Vertreters Amintore Fanfani. Im Mittelpunkt stehe die „Motivation“ der Partei, Korruption zu verfolgen. Diese Episode könnte ein Grund sein, weshalb der ursprüngliche Produzent Dino De Laurentiis sich weigerte, das Projekt schließlich zu finanzieren.

## Bewertungen
Der italienische Filmkritiker Goffredo Fofi bezeichnete in einem Übersichtsartikel (1963) zur italienischen Komödie die Geschichten in I mostri als „Fälle von „Entfremdung“ in der Wohlstandsgesellschaft. Die Satire trifft wiederholt ins Schwarze, ohne dabei auf die billigsten und gröbsten Effekte zu verzichten.“ In der Bundesrepublik kam der Film nicht in die Kinos. 2008 nannte Gerhard Midding in seinem Nachruf auf Dino Risi I mostri „ein geradezu enzyklopädisches Welttheater der Niedertracht“.